# Джонстаун (Килдэр)
Джонстаун (англ. Johnstown; ирл. Baile Eoin, исторически известен как Freaghillan) — деревня в Ирландии, находится в графстве Килдэр (провинция Ленстер). Большинство местных домов было построено после 1990 года; жители поддерживают связь с помощью местного сайта.

## Демография
Население — 899 человек (по переписи 2006 года).
Данные переписи 2006 года:
| Общие демографические показатели |               |                               |                               |      |      |
| Всё население                    | Всё население | Изменения населения 2002—2006 | Изменения населения 2002—2006 | 2006 | 2006 |
| 2002                             | 2006          | чел.                          | %                             | муж. | жен. |
| -                                | 899           | 899                           | -                             | 464  | 435  |